# Jeu forcé
 (février 2024).
Si vous disposez d'ouvrages ou d'articles de référence ou si vous connaissez des sites web de qualité traitant du thème abordé ici, merci de compléter l'article en donnant les références utiles à sa vérifiabilité et en les liant à la section « Notes et références ».

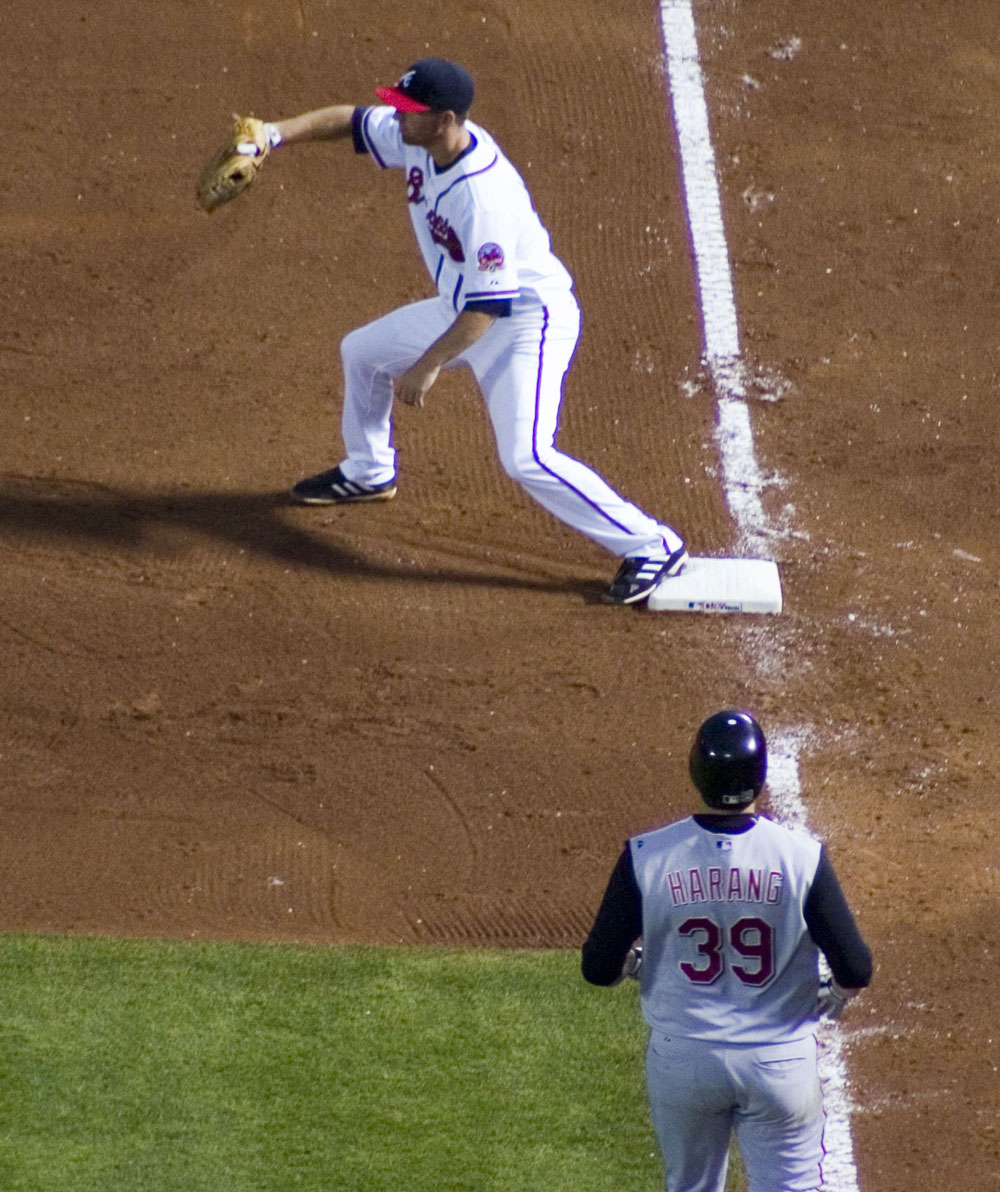
Le joueur de premier but Adam LaRoche des Atlanta Braves (uniforme blanc) retire le frappeur Aaron Harang des Cincinnati Reds au premier but. Le résultat est le même que pour un jeu forcé.

Au baseball, un  jeu forcé est une situation dans laquelle un coureur est obligé (ou forcé) de quitter le but qu’il occupe parce que le coureur qui le suit se dirige vers celui qu'il occupe. Dans la plupart des cas, c'est lorsque le frappeur met la balle en jeu et se dirige vers le premier but. Ainsi, un coureur au premier but est toujours forcé d’avancer vers le deuxième lorsque la balle est frappée. Un coureur au deuxième ou au troisième but n’est forcé d’avancer que si tous les buts précédents celui qu’il occupe sont également occupés lorsque la balle est frappée. 
Dans une telle situation, un coureur forcé est retiré (retrait forcé) aussitôt qu’un joueur défensif en possession de la balle touche le but auquel le coureur doit se rendre. Tout jeu où la défensive tente d’obtenir un retrait forcé est appelé jeu forcé. 

## Comptage des points
Un point ne peut être comptabilisé sur un jeu forcé qui résulte en un troisième retrait, même si le coureur atteint le marbre avant que le troisième retrait ne soit effectué.  Ainsi, lorsque la balle est frappée avec deux retraits dans la manche, les joueurs en défense préfèrent, la plupart du temps, tenter le retrait au premier but (généralement plus facile) plutôt qu’au marbre.